# Symbolický hrob politických vězňů (Jáchymov)
Symbolický hrob politických vězňů byl postaven na památku politických vězňů umučených v jáchymovských táborech. Nachází se v zadní, již nepoužívané části městského hřbitova v Jáchymově.

## Popis
Jedná se o symbolický hrob všech obětí teroru v uranových dolech v letech 1950 až 1960. Tvoří ho symbolický náhrobek s křížem a pamětní deskou. Je umístěn v nové části hřbitova (původně dětské a evangelické oddělení).